# Otto Diels
Otto Paul Hermann Diels (n. 23 ianuarie 1876, Hamburg, Germania – d. 7 martie 1954, Kiel, Germania) a fost un chimist german, laureat al Premiului Nobel pentru chimie (1950).
Otto Paul Hermenn Diels s-a născut în Hamburg, Germania pe 23 ianuarie 1876. La vârsta de 2 ani, familia s-a mutat la Berlin unde tatăl lui a fost angajat ca profesor. La începutul educației sale de la 1882-1895 a fost la școala gimnazială Joachimsthalsches, Berlin. În 1895 a mers la Universitatea din Berlin unde a studiat chimia, avându-l ca profesor pe Emil Ficher. În 1899 a fost, în urma absolvirii a fost ales ca asistent la Institutul de chimie de la Universitatea din Berlin, devenind în 1904 lector, 1906 profesor, 1913 șef de departament. După 1915 s-a mutat la universitatea din Kiel ca profesor și director, unde a rămas până la pensionare în 1945.
Primele sale cercetări în domeniul chimiei anorganice, unde a fost cel care a descoperit faptul că oxidul de carbon are niște proprietăți deosebite. Următorul lui proiect a fost în domeniul chimiei organice, unde a fost responsabil pentru introducerea folosirii seleniului ca și reactiv specific pentru dehidrogenarea compușilor aromatici (1927) , asta s-a dovedit a fi o unealtă foarte folositoare în deslușirea structurilor chimice în serile steroide complicate, unde numele său este asociat cu hidrocarbon 3-metil 1,2-ciclopentenofenantren. Diels a obținut această structură stereoidică scheletală prin dehidrogenarea colesterolului cu seleniul. 
Diels s-a căsătorit în 1909 cu Paula Geyer. Ei au avut 3 băieți și 2 fete; doi dintre băieți au fost omorâți în timpul celui de-al doilea Război Mondial. A murit pe 7 martie 1954.